# Kappa Velorum
Kappa Velorum (κ Vel / κ Velorum) è una stella binaria nella costellazione delle Vele. Ha anche il nome tradizionale Markab, spesso pronunciato Markeb per distinguerlo dal nome simile della stella α Pegasi, Markab per l'appunto. È distante circa 570 anni luce dalla Terra e la sua magnitudine apparente è +2,47.

## Osservazione
Si tratta di una stella situata nell'emisfero australe celeste. La sua posizione è fortemente australe e ciò comporta che la stella sia osservabile prevalentemente dall'emisfero sud, dove si presenta circumpolare anche da gran parte delle regioni temperate; dall'emisfero nord la sua visibilità è invece limitata alle regioni temperate inferiori e alla fascia tropicale. Essendo di magnitudine 2,47, la si può osservare anche dai piccoli centri urbani senza difficoltà.
Il periodo migliore per la sua osservazione nel cielo serale ricade nei mesi compresi fra febbraio e giugno; nell'emisfero sud è visibile anche per buona parte dell'inverno, grazie alla declinazione australe della stella, mentre nell'emisfero nord può essere osservata in particolare durante i mesi primaverili boreali.
La stella può essere facilmente identificata perché forma con δ Velorum, ι Carinae e ε Carinae l'asterismo della Falsa Croce, così chiamato perché rassomigliante alla Croce del Sud.

## Caratteristiche
Kappa Velorum è una binaria spettroscopica, composta da una stella principale classificata come stella subgigante bianco-blu di tipo B, e da una compagna di circa 1 massa solare. Le sue due componenti completano un'orbita in 116,65 giorni ad una distanza media tra loro di 1,1 UA. Con una massa oltre 12 volte quella del Sole e 18400 volte più luminosa, la stella principale del sistema ha una vita relativamente breve, al massimo 20 milioni di anni, e, data la massa, dovrebbe esplodere in una supernova di tipo II entro pochi milioni di anni, concludendo la propria esistenza.
La stella è solo a qualche grado dal polo celeste di Marte, quindi potrebbe essere indicata come la stella polare del Sud di Marte.
A causa della precessione degli equinozi, svolgerà il ruolo di stella polare meridionale della Terra nel periodo intorno al 9000 d.C.